# Chevrolet Tahoe
Chevrolet Tahoe, även kallad GMC Yukon, är en större personbil i SUV-klassen som tillverkas av den amerikanska fordonstillverkaren General Motors sedan 1991 och säljs under deras varumärken Chevrolet och GMC. Modellen säljs endast i Nordamerika, Mellanöstern samt i vissa delar av Asien, Sydamerika och Afrika. GMC-märket används endast i Nordamerika och i Mellanöstern.

## Etymologi
Namnet Tahoe kommer från Tahoesjön i bergskedjan Sierra Nevada i Kalifornien i USA, medan namnet Yukon kommer från det kanadensiska territoriet Yukon.

## Galleri

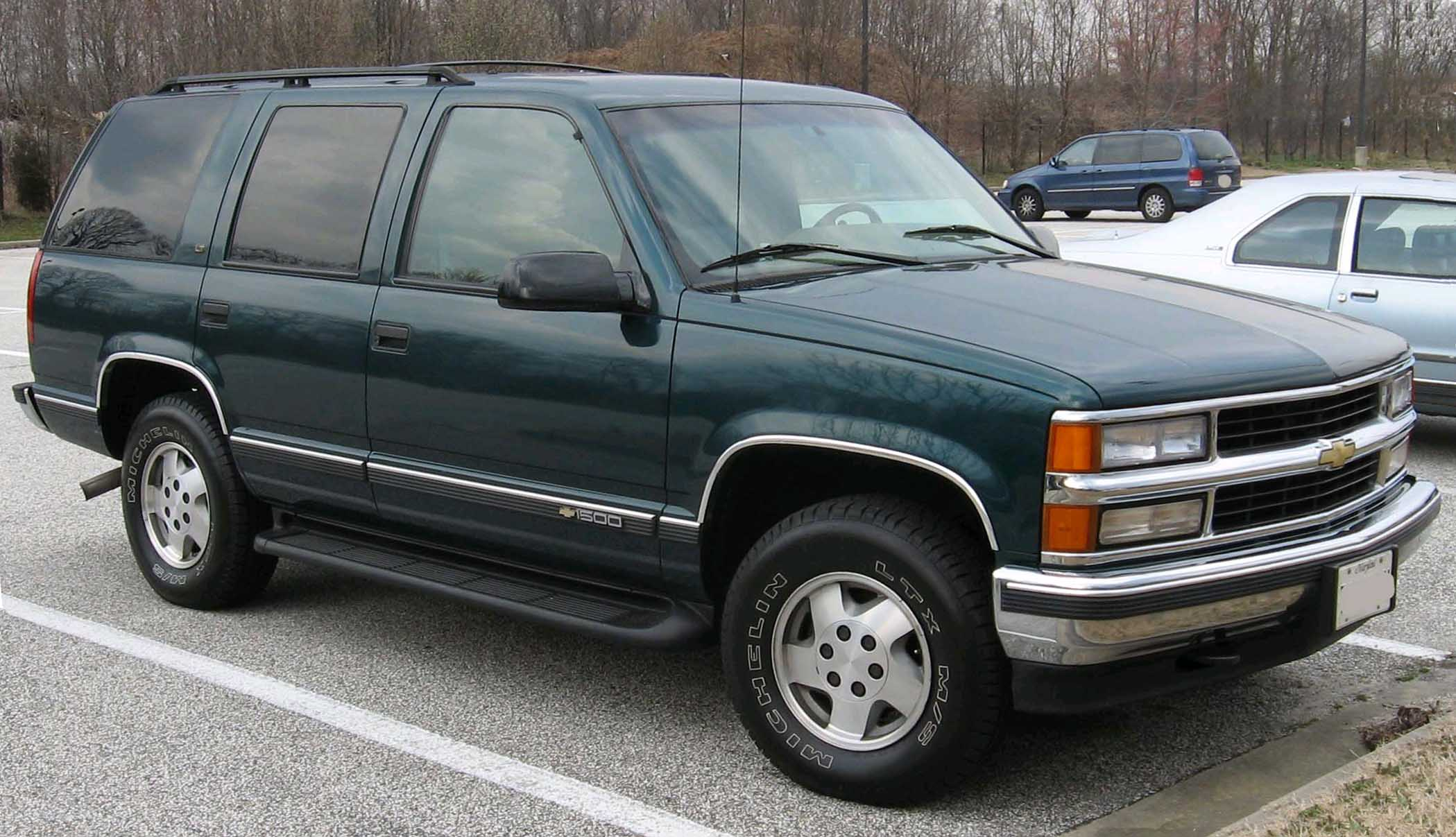
Första generationen (1991–2000)
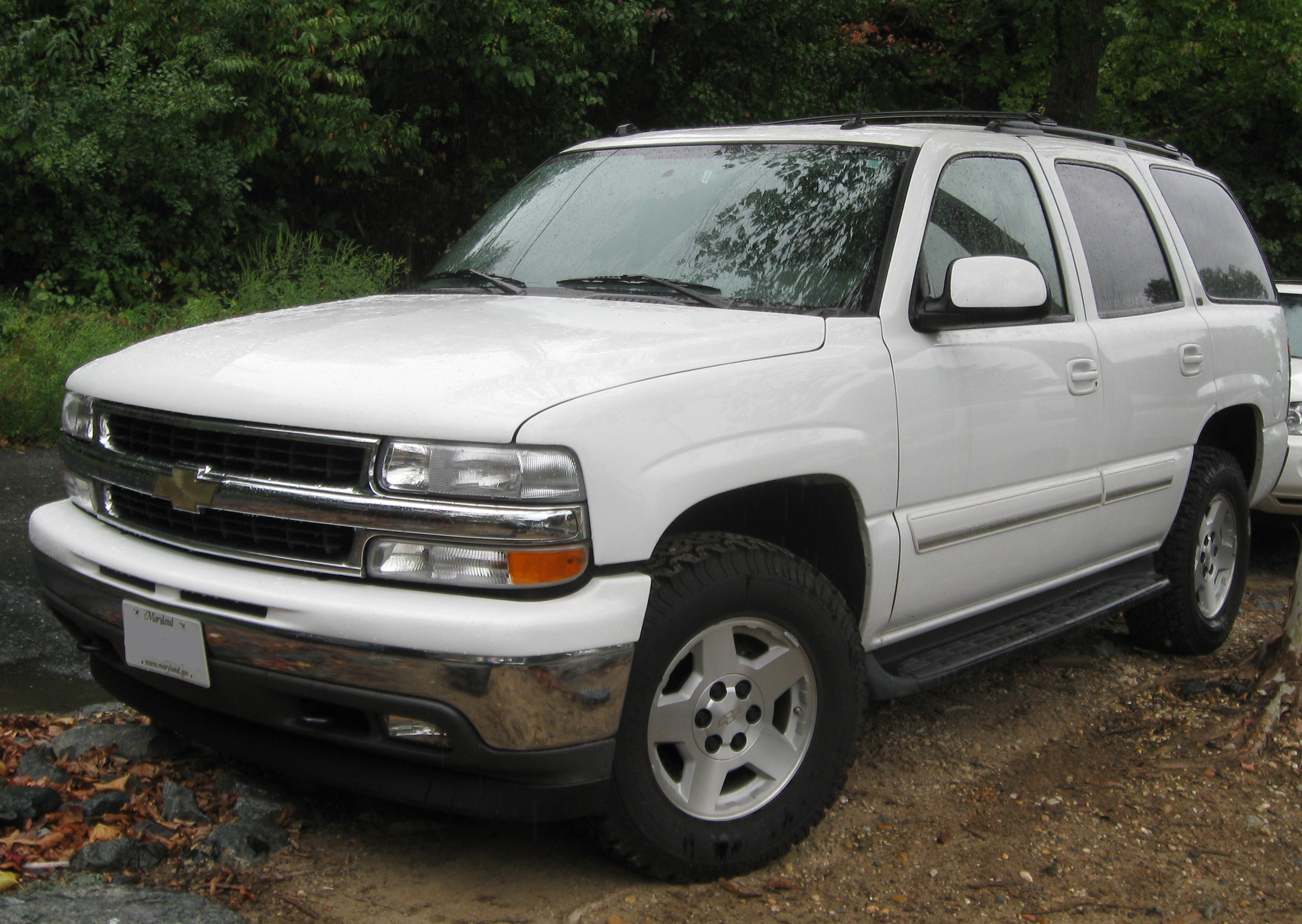
Andra generationen (2000–2006)
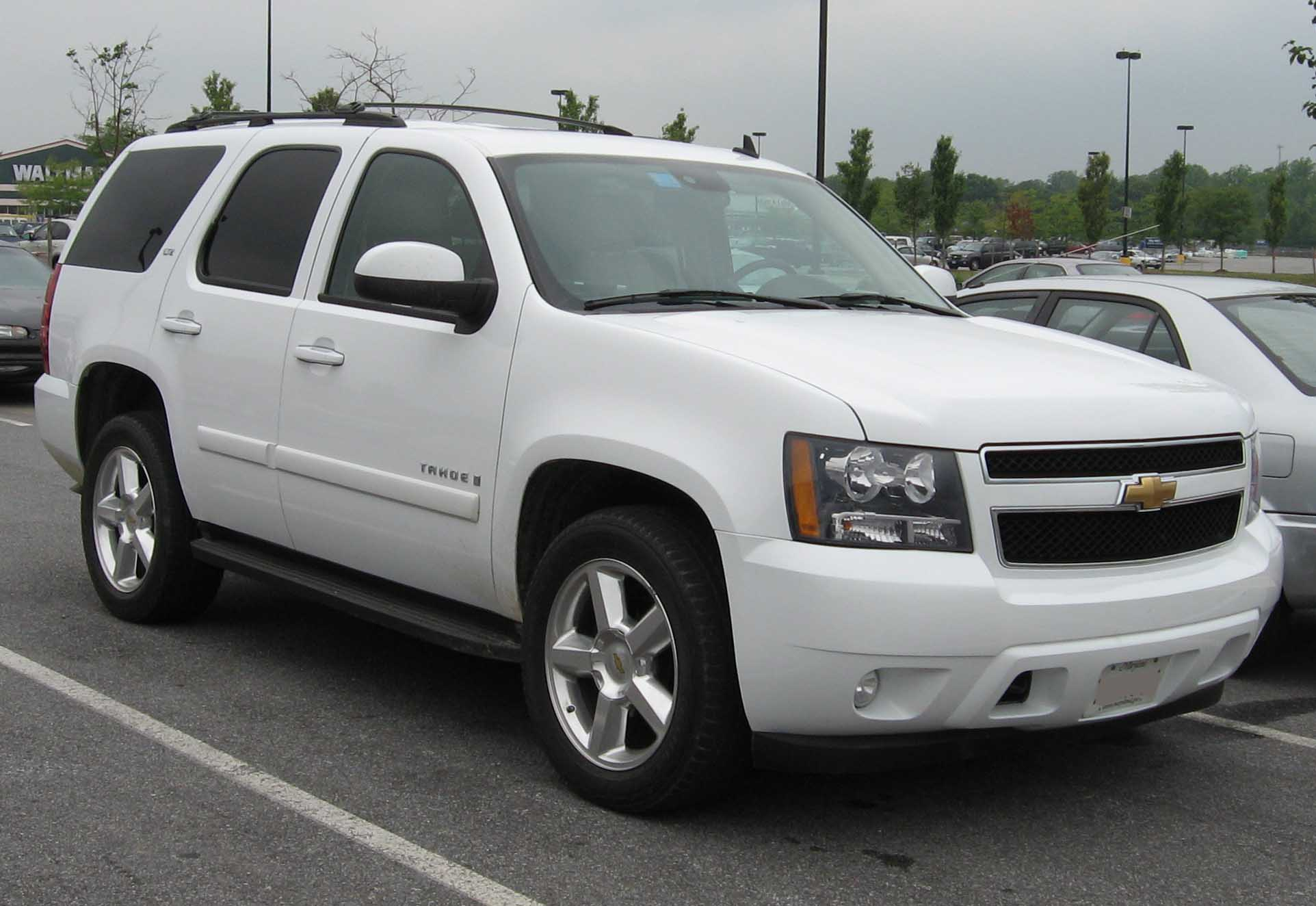
Tredje generationen (2005–2014)
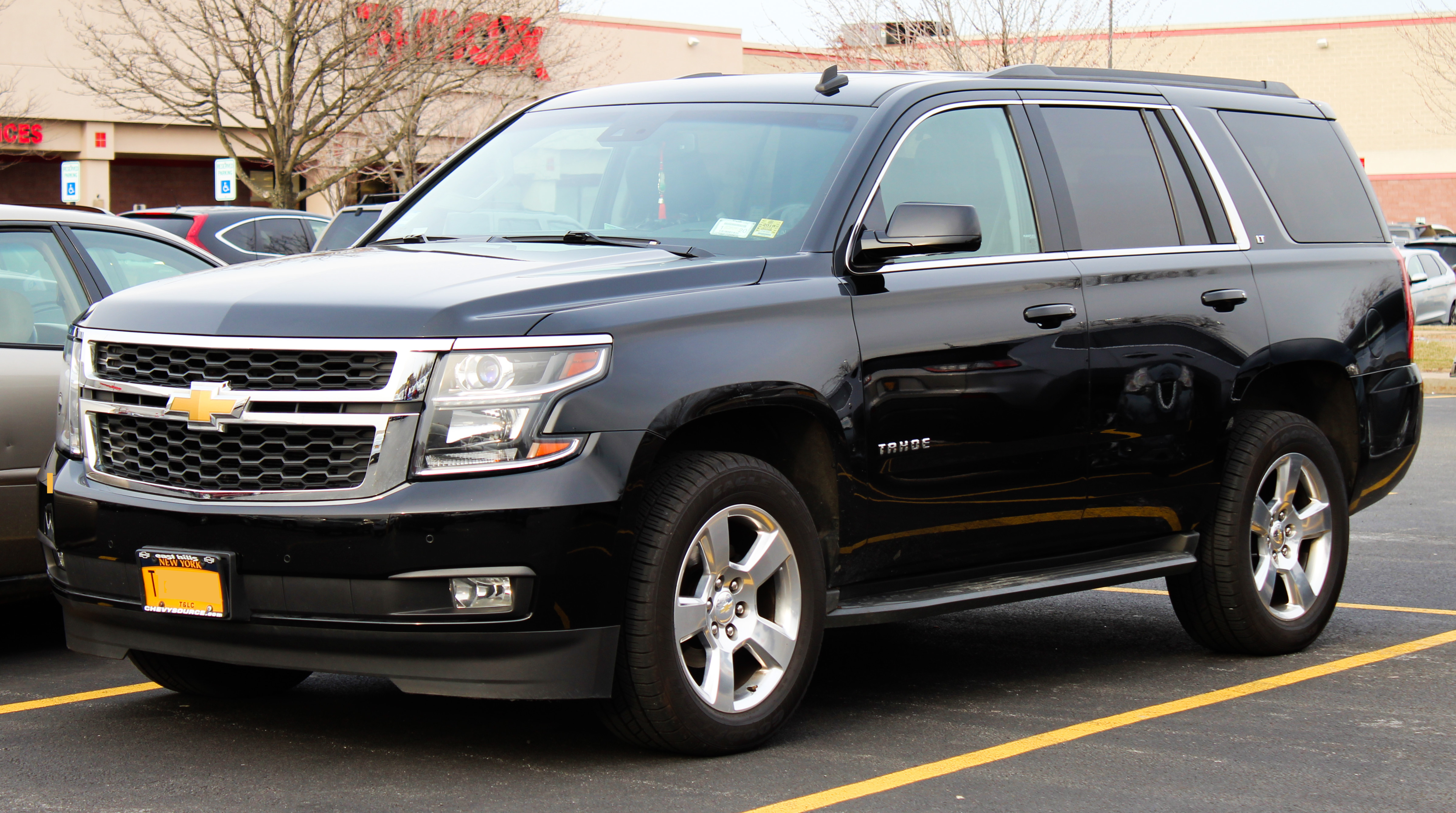
Fjärde generationen (2015–2020)
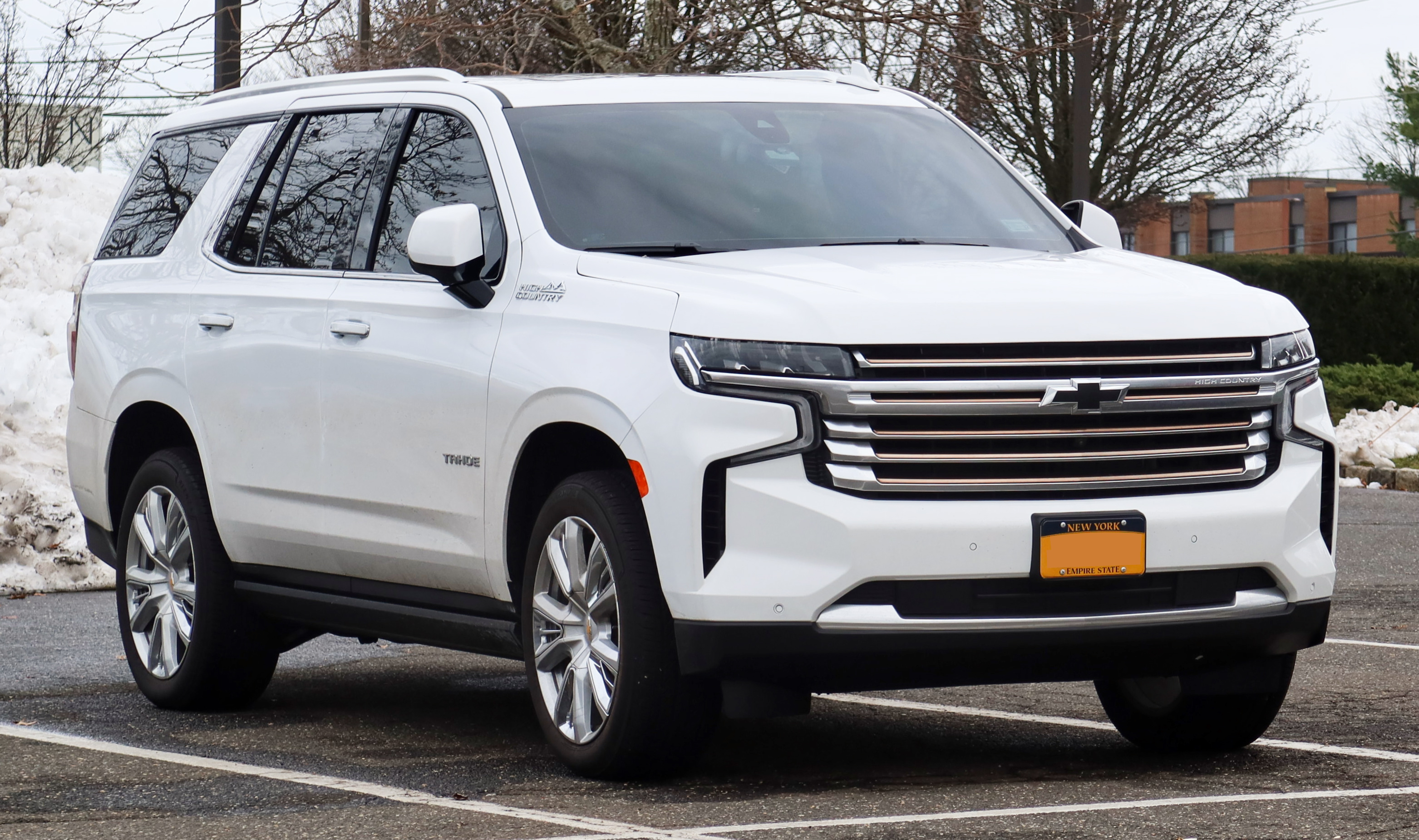
Femte generationen (2020–)